# Jeppe Brixvold
Jeppe Brixvold (født 10. september 1968 i Virring er en dansk forfatter og tidligere rektor for Forfatterskolen. 
Han har gennem adskillige år undervist på Forfatterskolen og på Forfattergrundkursus FGK i Esbjerg, som han selv var med til at stifte. I september 2015 blev han ansat som den femte rektor for Forfatterskolen efter at have fungeret som stedfortrædende rektor samme sted siden juni 2015. I 2018 blev han fyret fra stillingen som rektor på forfatterskolen. 
Brixvold har gennemført studier i litteraturhistorie ved Aarhus Universitet, studier i historie ved Trinity College, Dublin. Han har taget Den Danske Filmskoles manuskriptforfatter-uddannelse. 
Han er nu bosat i Sønderho, Fanø. Han har været redaktør på Den Blå Port. Foruden skønlitteratur skriver Brixvold litterær essayistik, og han har sammen med Hans Otto Jørgensen redigeret to antologier om og med dansk kortprosa.
Brixvold er desuden aktiv i bandet Red Shifter.

## Udgivelser
- Ja, Daniel (1990) : Roman
- Romantik (1990) : Roman
- Hotellet (1993) : Roman
- Hvirvler (1998) : Noveller
- Hæfte (2000) : Rejseskildring
- Kærlighed til fædrelandet var drivkraften (sammen med Lars Frost, Pablo Henrik Llambias og Lars Skinnebach) (2001) : Essays
- Forbrydelse og fremgang (2007) : Roman

### Tekster på andre sprog
- Iznajar (i Muschelhaufen. Jahresschrift für Literatur und Grafik, Nr. 39/40, Viersen 2000)